# 北回歸線 (小說)
《北回歸線》（Tropic of Cancer）是亨利·米勒的小說作品，曾入選20世紀百大英文小說。
《北回歸線》是米勒自傳性三部曲之首，描寫了米勒同幾位作家、藝術家朋友旅居巴黎的生活經歷，同時通過對工作、交談、宴飲、嫖妓等誇張、變形的生活細節的描寫，展現了窮困潦倒的藝術家們的內在精神世界，詰問了在這個雜亂無序、骯髒的世界生存的意義。該書出版後吸引了眾多讀者，1961年在美國解禁後更是成為暢銷全球的文學名著，深刻影響了二戰後的歐美文壇。